# Sjengavit (district)
Sjengavit (Armeens: Շենգավիթ վարչական շրջան, Šengavit' varčakan šrĵan) is een van de 12 administratieve districten van de Armeense hoofdstad Jerevan.

## Ligging
Het district is gelokaliseerd in het zuidwestelijk deel van de stad en grenst aan de districten Malatia-Sebastia, Kentron, Ereboeni en Nubarashen. In het zuiden grenst het district aan de provincie Ararat.

## Overzicht
Met een oppervlakte van 48,5 km² (18,16% van de stad Jerevan) is Sjengavit qua oppervlakte het op een na grootste district van Jerevan. Het is onofficieel verdeeld in kleinere wijken zoals Nerkin Sjengavit, Verin Sjengavit, Nerkin Charbakh, Verin Charbakh, Noragavit en Aeratsia. Het Garegin Njdehplein vormt samen met het metrostation de kern van het district. De hoofdstraten van het district zijn de Garegin Njdehstraat, Sjirakstraat, Artashesyanstraat, Bagratunyatsstraat en Arsjakunyats Avenue.
In het district liggen de luchthaven van Ereboeni en de elektriciteitscentrale van Jerevan. Sjengavit is een van de meest geïndustrialiseerde districten van de stad met veel grote fabrieken. Het district wordt echter ook beschouwd als de thuisbasis voor inwoners met een laag of middelmatig inkomen.
De wijk heeft veel stadsparken waarvan de meest opvallende het Komitaspantheon en -park, het Artur Karapetyanpark, het Movses Gorgisyanpark en het Sjoghakatpark zijn.

## Geschiedenis

### Oudheid

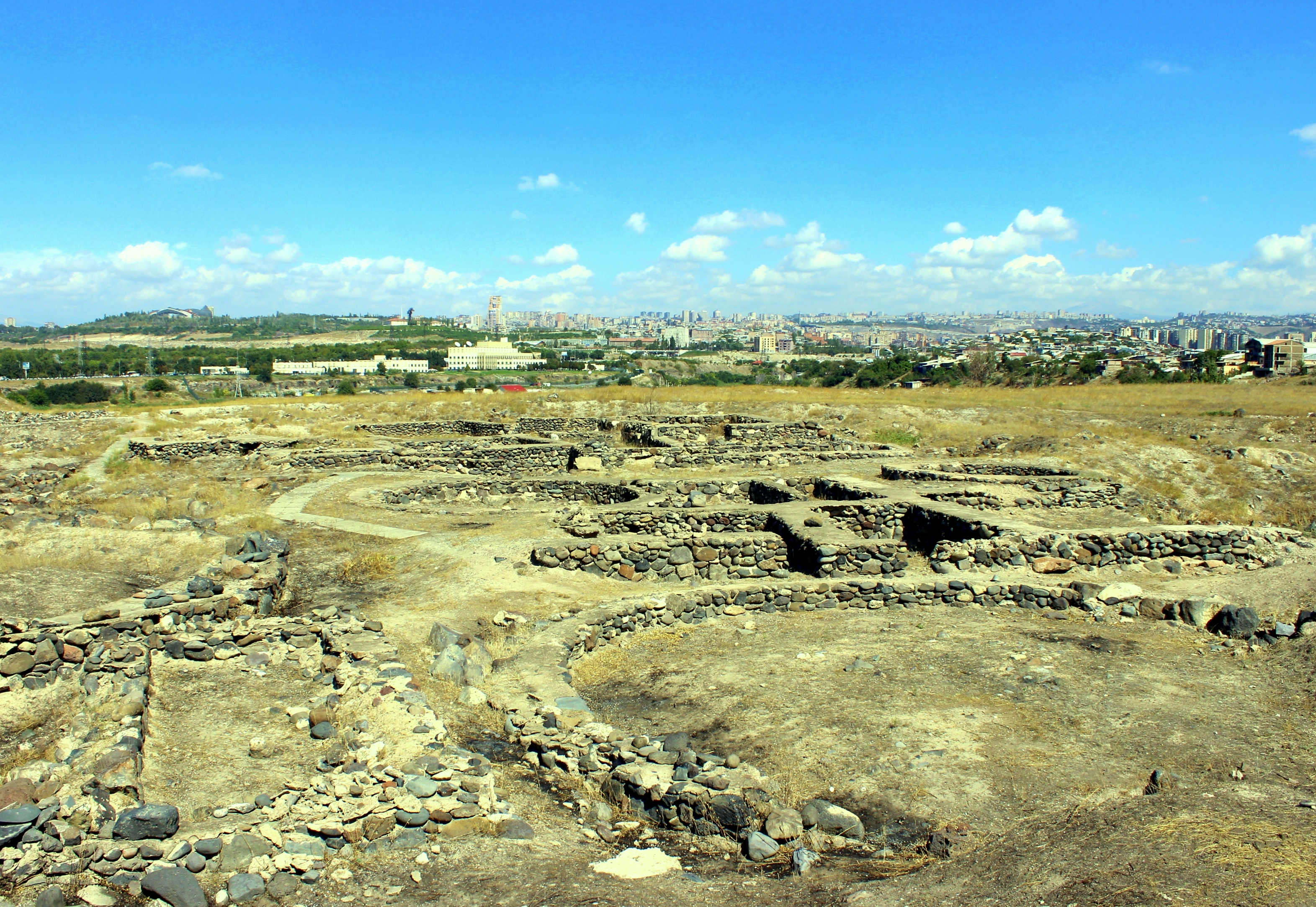
De Sjengavitnederzetting

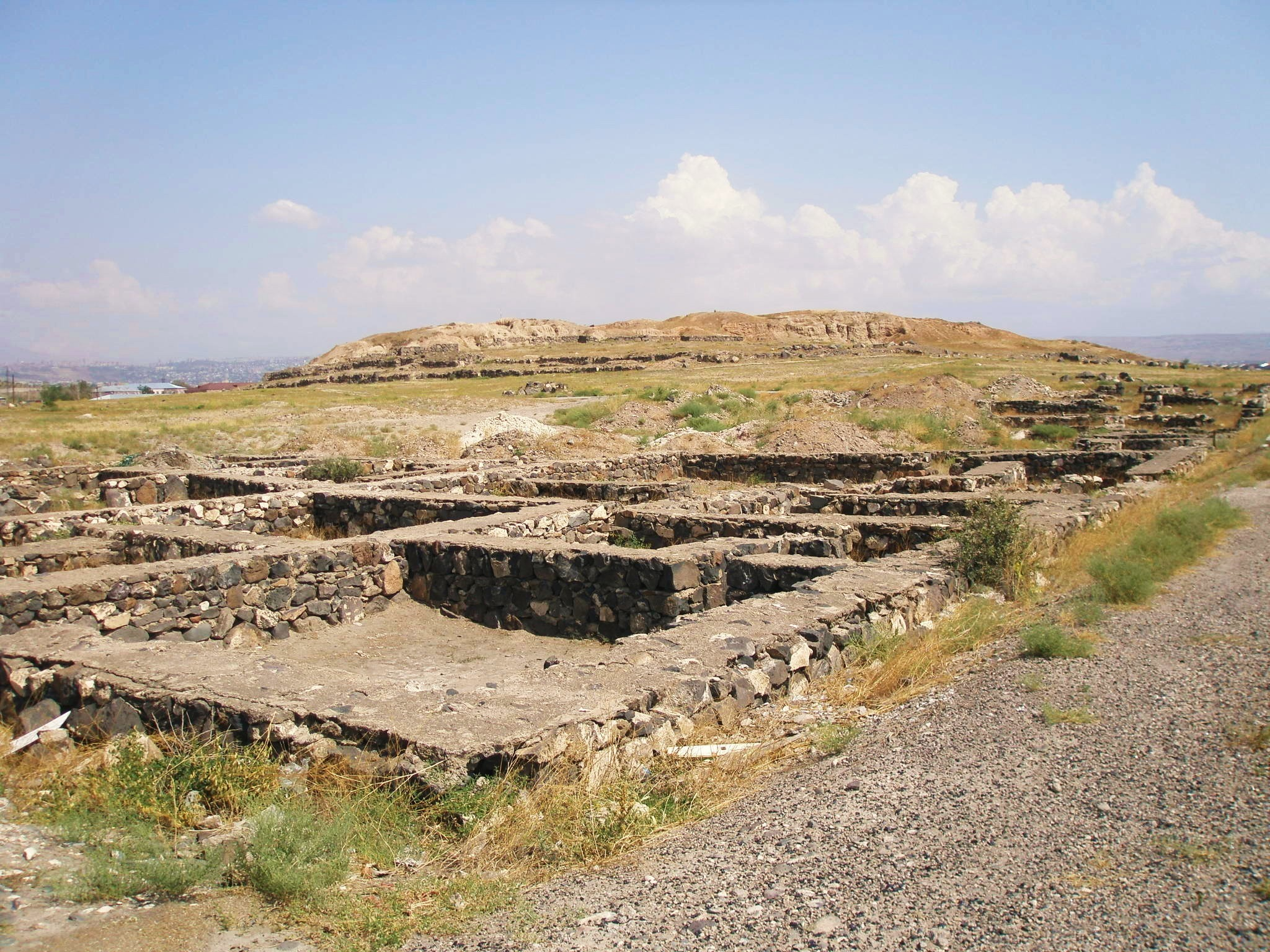
Archeologische site van Teishebaini

Het gebied van het hedendaagse Sjengavit was bevolkt sinds ten minste 3200 jaar voor Christus, gedurende de beschaving van de Koera-Araxescultuur in de vroege bronstijd. De eerste opgravingen op de historische Sjengavitnederzetting begonnen in 1936 en duurden tot 1938 onder leiding van archeoloog Yevgeny Bayburdyan. Archeoloog Sandro Sardarian hervatte de opgravingen tussen 1958 en 1983 maar zijn werk was slecht gedocumenteerd en hij liet onvoldoende gegevens achter om exacte locaties te lokaliseren waar de artefacten werden gevonden.
In 2000 werden opnieuw uitgebreide opgravingen gestart onder leiding van archeoloog Hakop Simonyan, nabij de oude opgravingen van Bayburdian en Sardarian. In 2009 kreeg Simonyan het gezelschap van professor Mitchell S. Rothman van de Widener University in Pennsylvania. Samen deden ze in 2009, 2010 en 2012 drie reeksen opgravingen. Tijdens het proces werd een volledige stratigrafische diepte van het gesteente bereikt, waaruit bteek dat er 8 of 9 verschillende stratigrafische niveaus waren. Deze niveaus bestreken een tijdsperiode tussen 3200 en 2500 voor Christus. Daarenboven werden ook bewijzen van later gebruik van de site (tot 2200 voor Christus) gevonden. Het graafproces onthulde een reeks grote ronde gebouwen met vierkante aangrenzende kamers en enkelvoudige ronde gebouwen. Opvallend waren een reeks rituele plaatsen die in 2010 en 2012 werden ontdekt.
De archeologische vindplaats van Karmir Blur (Teishebaini) dateert uit de eerste helft van de 7e eeuw voor Christus. Het was de thuisbasis van de historische stad Teishebaini die werd gebouwd door Rusa II van Urartu.

### Moderne geschiedenis
Nadat de Armeense Socialistische Sovjetrepubliek deel werd in de socialistische sovjetrepublieken werd het bestuurlijke gebied van Jerivan geleidelijk uitgebreid met de verlaten nederzettingen van het historische Sjengavit. In 1938 werd de Spandaryan-rajon (Спандарянский район) gevormd op beslissing van de Opperste Sovjet van de Armeense SSR, waarmee de basis werd gelegd voor het toekomstige district Sjengavit.
De wijk Tsjarbach die thans in het district Sjengavit ligt, was oorspronkelijk in 1924 een klein dorp ten zuiden van de historische site Teishebaini op de heuvel Karmir Blur. De naam Tsjarbach is afgeleid van de Perzische woorden char (چهار) wat vier betekent en bagh (باغ) wat tuin betekent. De oorsprong van de naam komt van de vier boerderijen of tuinen die eerder in het gebied ten zuidoosten van Sjengavit aan de linkeroever van de rivier Hrazdan stonden. Het dorp was vooral de thuisbasis van Armeense migranten uit Nakhichevan en Van. Na een grote uitbreiding van Tsjarbach in de jaren 1950 werd het dorp verdeeld in Verin Tjsarbach (Hoog-Tsjarbach) en Nerkin Tsjarbach (Neder-Tsjarbach). In 1958 werd Tsjarbach onderdeel van de nieuw gevormde Shahumyan-rajon (Шаумянский район) waardoor het werd opgenomen in de stad Yerevan.
Na de onafhankelijkheid van Armenië werd in 1996 het huidige district Sjengavit gevormd, bestaande uit de gebieden van het voormalige rajon Spandaryan (Спандарянский район), delen van het voormalige rajon Ordzhonikidze (Орджоникидзевский район) en de wijk Tsjarbach van het voormalige rajon Shahumyan (Шаумянский район).

## Religieuze gebouwen

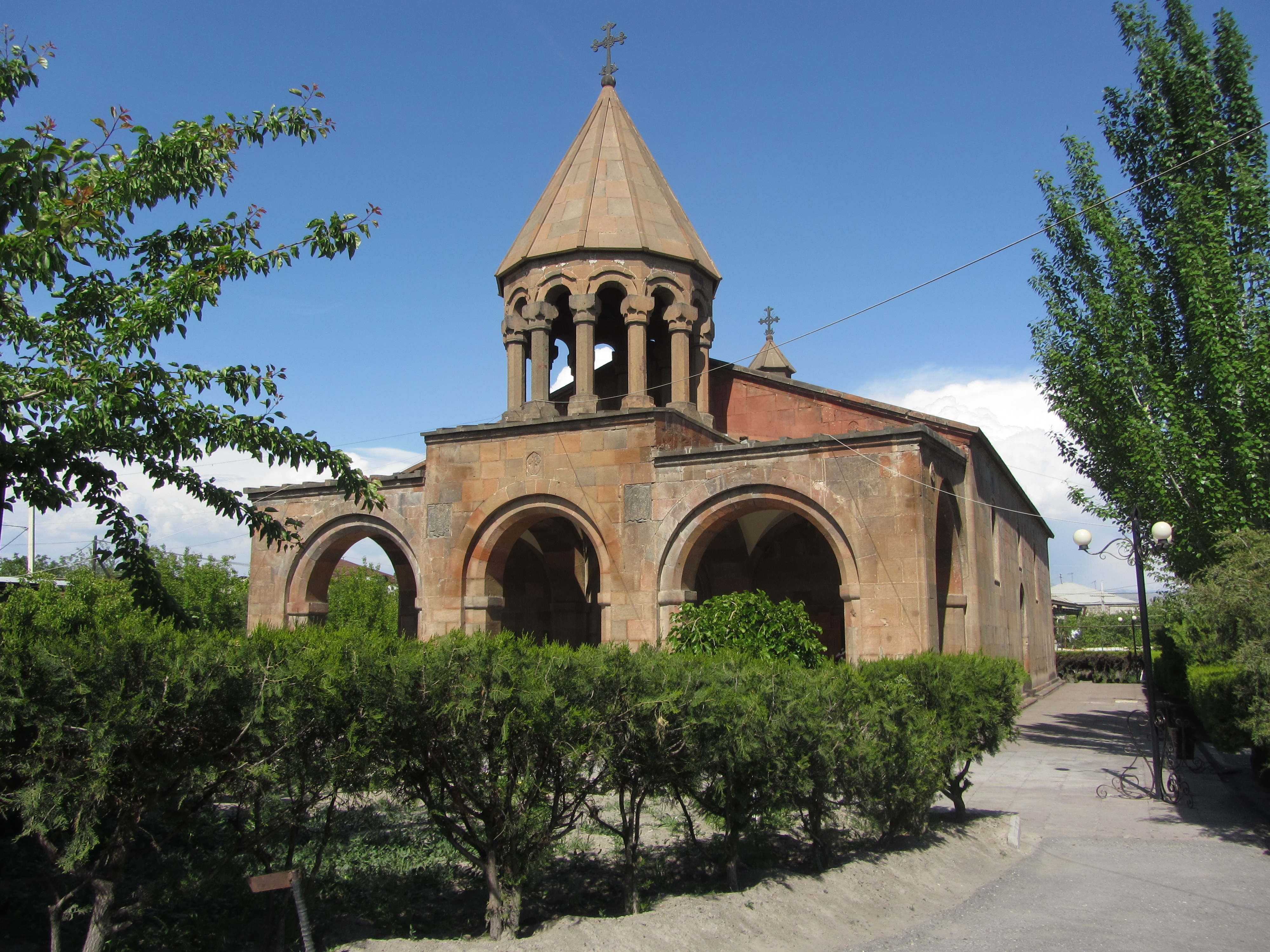
Sint-Gevorgkerk van Noragavit

Sjengavit wordt voornamelijk bevolkt door Armeniërs die tot de Armeens-Apostolische Kerk behoren. In de wijk bevinden zich de volgende kerken:
- Sint-Geverkkerk van Noragavit, daterend uit de 17e eeuw.
- Sint-Kirakikerk van Noragavit, daterend uit de 19e eeuw.
- Sint-Khach Zoravor-kapel, geopend in 1991.
- Heilig Kruiskerk van Nerkin Charbakh, geopend in 2006.

## Cultuur
Sjengavit heeft veel openbare bibliotheken, waaronder de bibliotheek №16 (1945), bibliotheek №32 (1946), bibliotheek №17 genoemd naar Shushanik Kurghinyan (1948) en de jeugdbibliotheek №18 (1980). Het Sjengavit №5 Cultuurhuis is actief in Noragavit sinds 1948.
De Armen Tigranyan Muziekschoolchool (1949) en de Stepan Jrbashyan Muziekschool №8 (1965) bevinden zich ook in Sjengavit. In 1992 werd het Metrotheater van het Nationaal Centrum voor Esthetiek geopend.
Veel monumenten behorende tot het cultureel erfgoed bevinden zich in het district, waaronder:
- De Sjengavitnederzetting, een archeologische site daterend uit het jaar 3200 voor Christus.
- Teishebaini, een oude Urarteese nederzetting uit de 8e eeuw voor Christus.
- Het Komitas-pantheon, geopend in 1936.
- Het Komitasmuseum, geopend in 2015.

## Transport
Sjengavit wordt bediend door een openbaarvervoersnetwerk van bussen en trolleybussen. De metro van Jerevan heeft vier metrostations in de wijk:
- Gortsaranain, op 11 juli 1983 geopend.
- Sjengavit, op 26 december 1985 geopend.
- Garegin Njdeh Hraparak, op 4 januari 1987 geopend (als Spandaryan Hraparak).
- Tsjarbach, op 26 december 1996 geopend.

In de Noragavitwijk bevindt zich het treinstation van Noragavit.

## Onderwijs
Bijna 15% van de openbare scholen van Jerevan bevinden zich in Sjengavit. In 2016 telde het district 29 openbare onderwijsscholen, 2 privéscholen, evenals 1 beroepsschool. Het Panos Terlemezyan Staatscollege voor Beeldende Kunst van Jerevan (geopend in 1921) ligt aan de Arshakunyats Avenue.

## Sport
Sjengavit is de thuisbasis van een aantal belangrijke sportstadions van Jerevan, waaronder:
- Het Alasjkertstadion, geopend als het Nairistadion in 1960, de thuisbasis van FA Alasjkert en Ararat Jerevan.
- Het Mikastadion, geopend in 2008, was de thuisbasis van het opgeheven MIKA Asjtarak.
- De Mika-sportarena, geopend in 2009, is de thuisbasis van het Armeens basketbalteam.
- Het Hovik Hayrapetyan-ruitercentrum en de hippodroom, geopend in 2001

## Fotogalerij

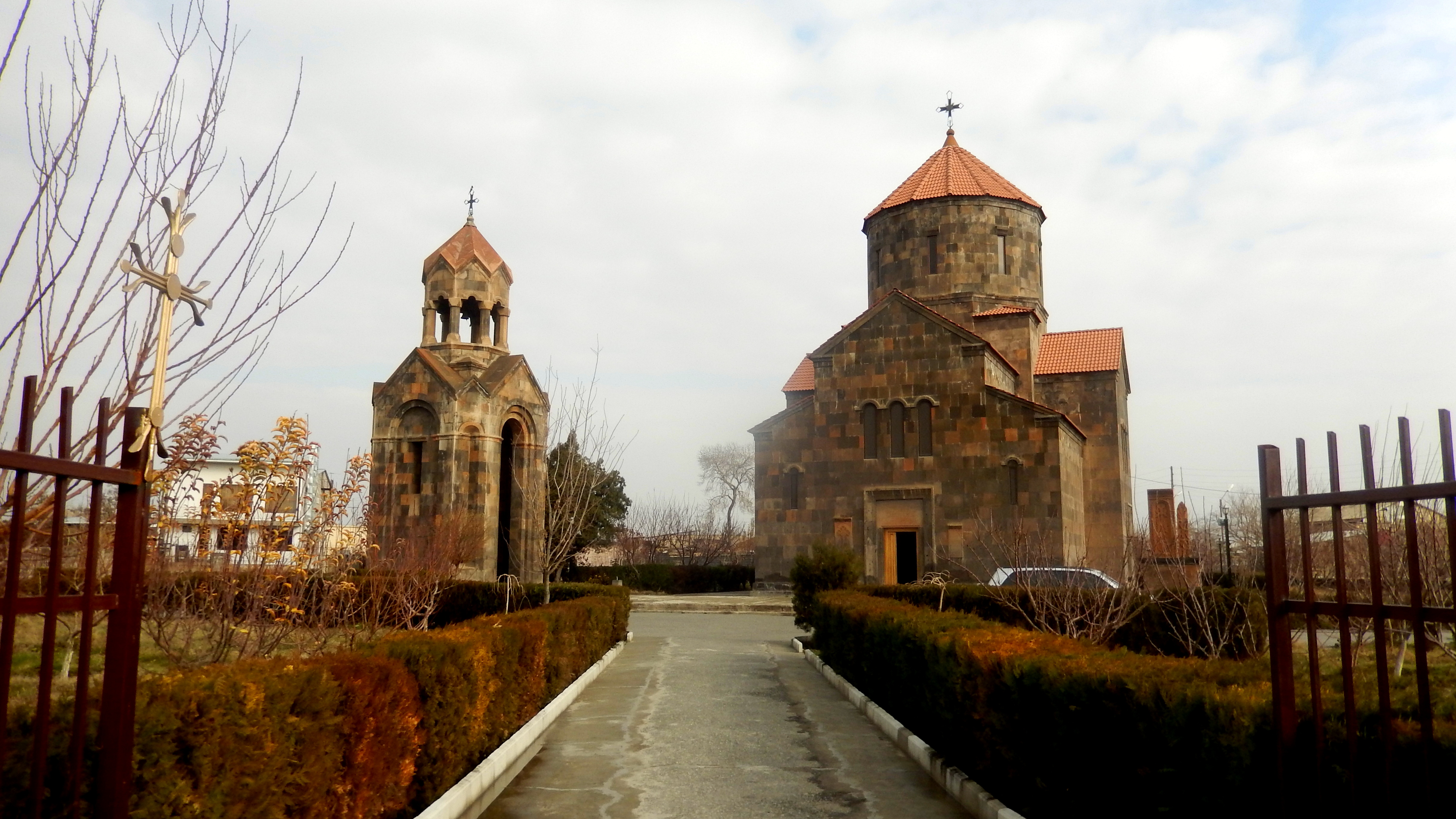
Heiig Kruiskerk
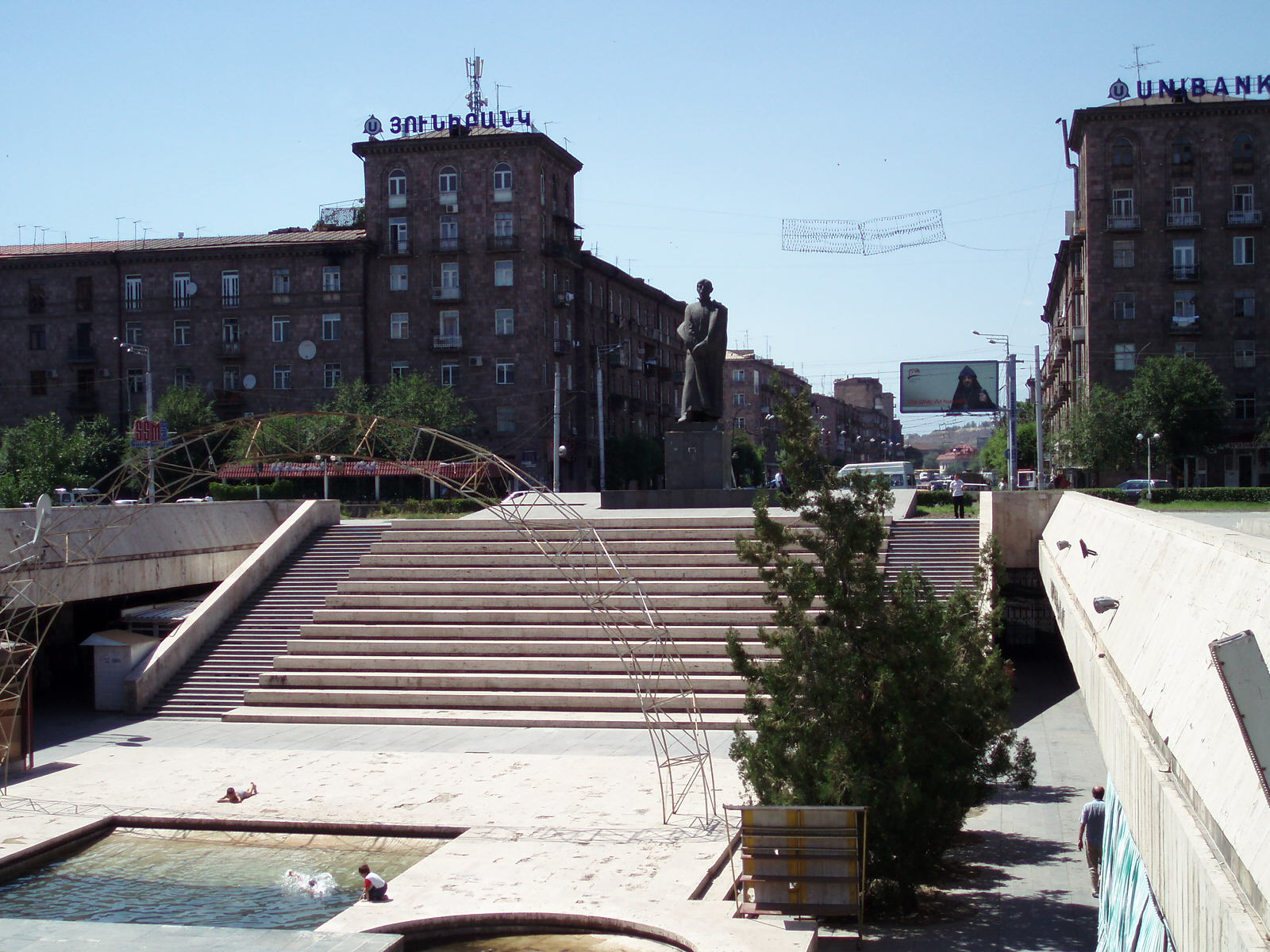
Ingang metrostation en standbeeld van Spandaryan
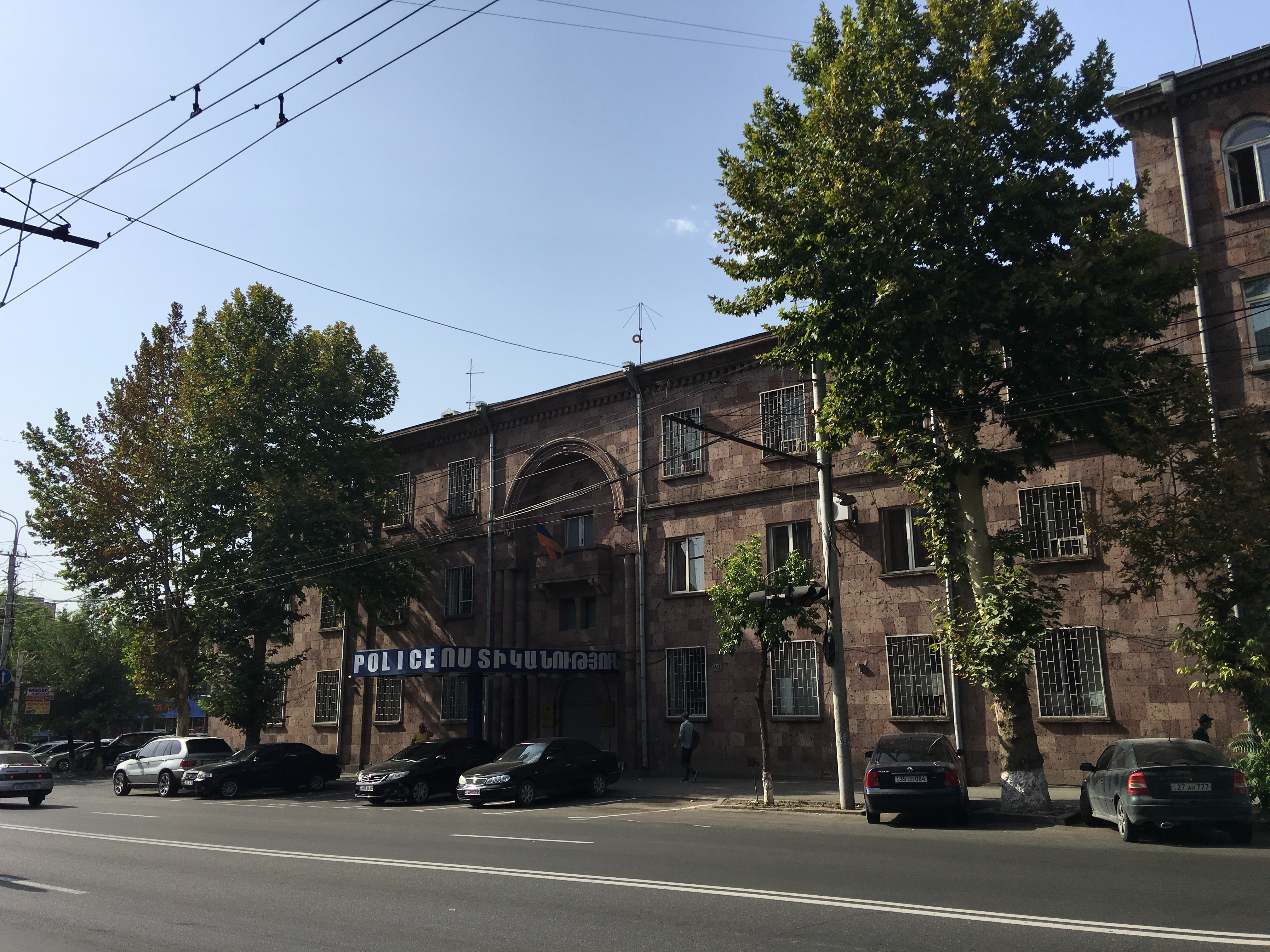
Politiekantoor van Sjengavit
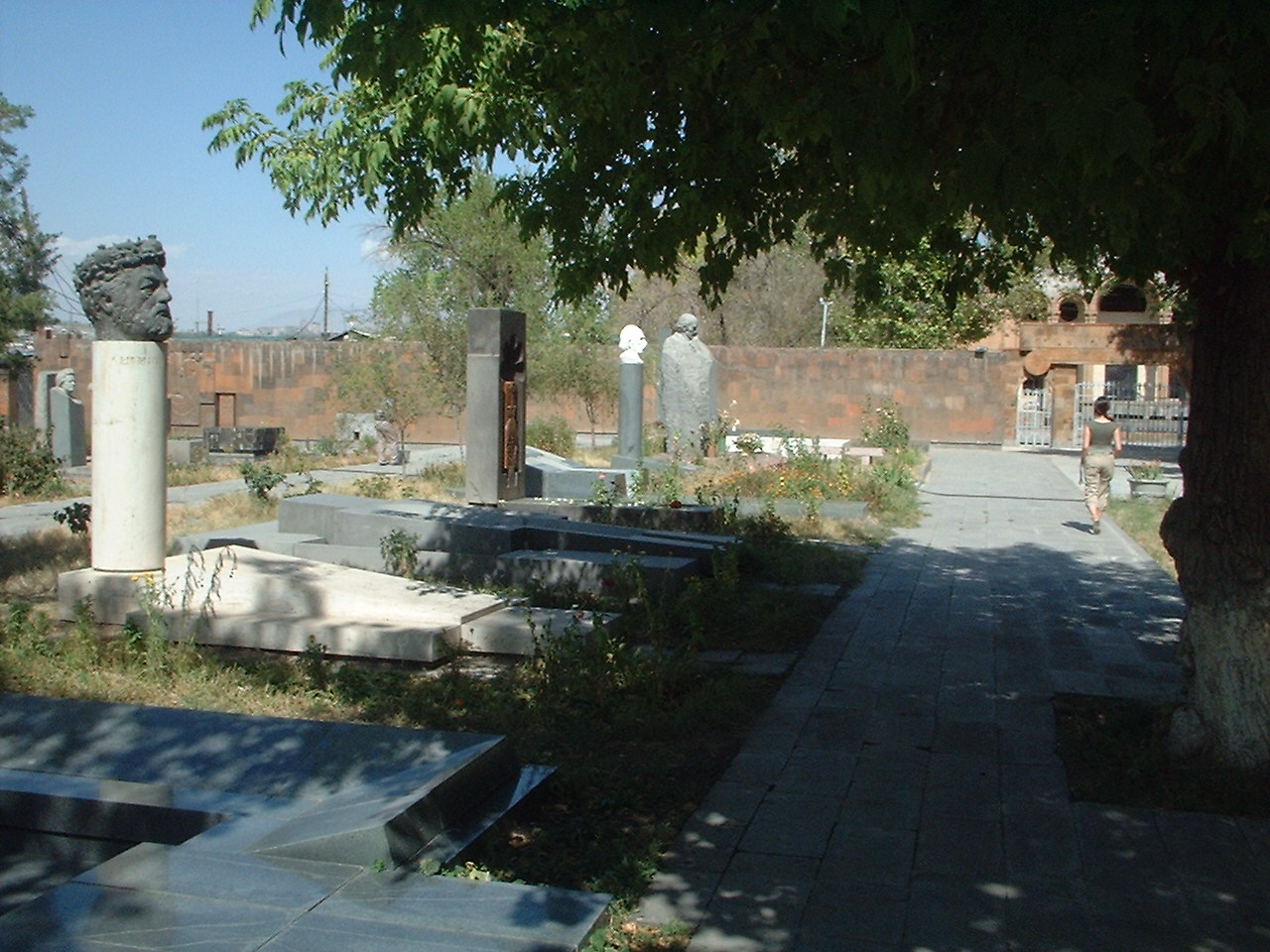
Komitas-pantheon
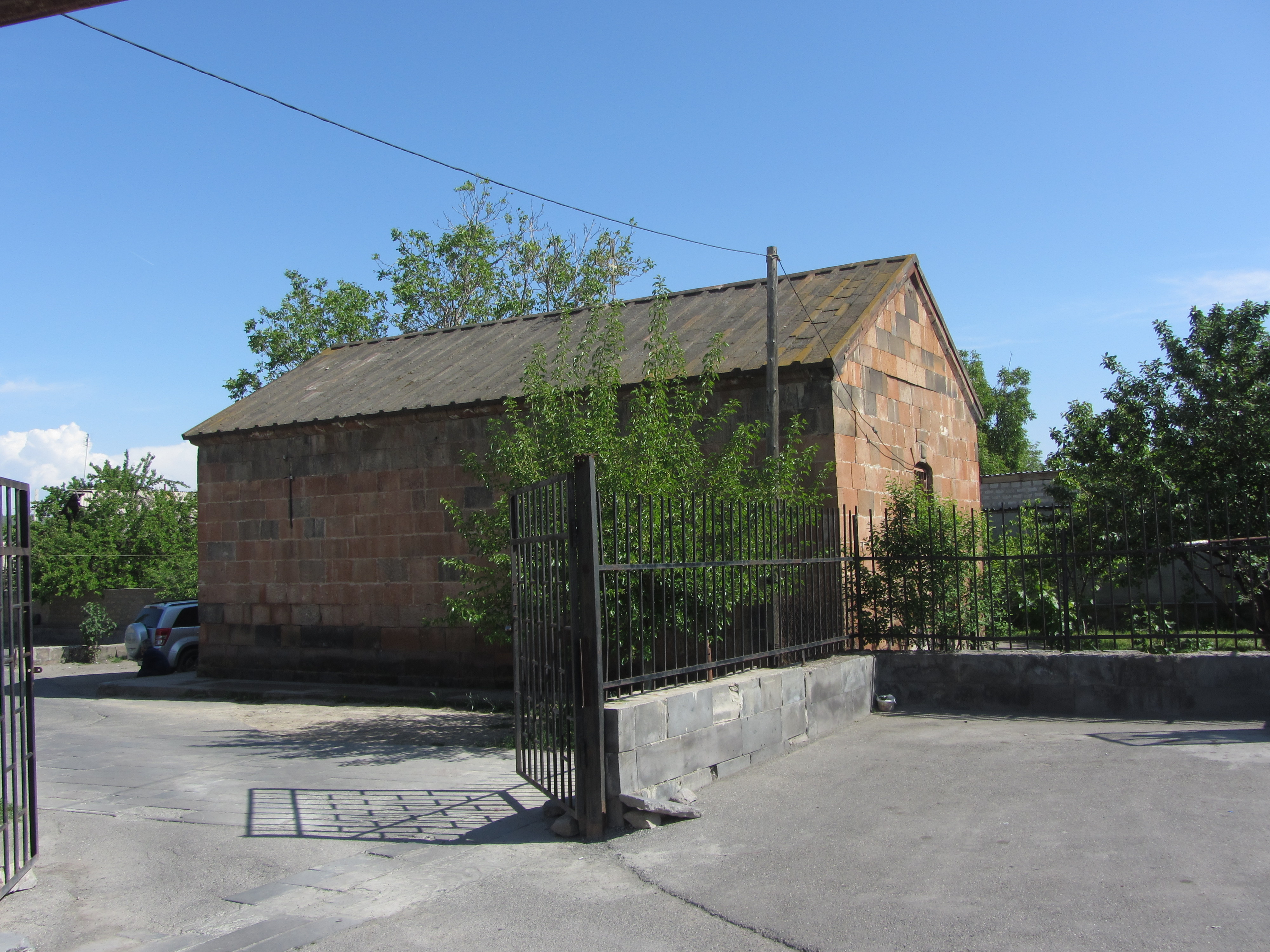
Sint-Kirakikerk
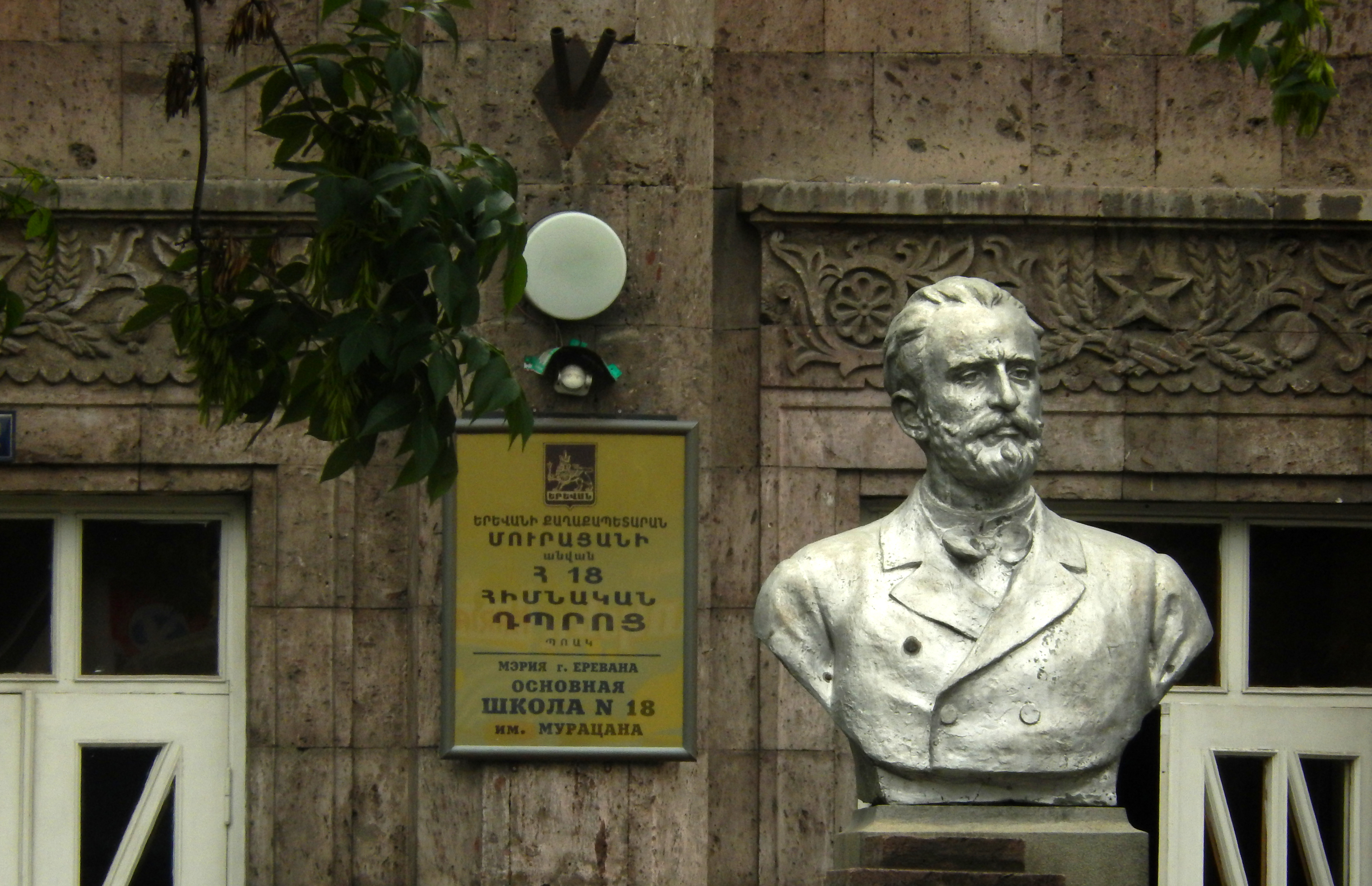
Moeratsanschool met buste van Moeratsan

Ajapnyak ·
Arabkir ·
Avan ·
Davtashen ·
Ereboeni ·
Kanaker-Zeytun ·
Kentron ·
Malatia-Sebastia ·
Nor-Nork ·
Nork-Marash ·
Nubarashen ·
Shengavit